# Alicja Wojnowska
Alicja Wojnowska (ur. w 1996) – polska aktorka teatralna i telewizyjna.

## Życiorys
Zadebiutowała w 2018 w Teatrze STU rolą Ofelii w „Hamlecie” w reżyserii Krzysztofa Jasińskiego. Od 2020 jest aktorką Narodowego Starego Teatru im. Heleny Modrzejewskiej w Krakowie, gdzie zagrała m.in. w spektaklach Anny Smolar, Pawła Miskiewicza, Katarzyny Kalwat i Agnieszki Glińskiej. Występuje również jako solistka w koncertach Jacka Cygana, m.in. w widowisku słowno-muzycznym „Goethe – profil podwójny”.
W 2021 ukończyła studia na Wydziale Aktorskim Akademii Sztuk Teatralnych im. Stanisława Wyspiańskiego w Krakowie. Wyreżyserowany przez Pawła Miśkiewicza spektakl dyplomowy „Inni ludzie” według tekstu Doroty Masłowskiej został doceniony na 38. Festiwalu Szkół Teatralnych (Grand Prix i nagroda indywidualna dla aktorki).

## Filmografia[2]
- 2018: Drogi wolności (odc. 1)
- 2019: Komisarz Alex (odc. 159)

## Teatr[1][3][4]
- 2018
  - Hamlet, Krakowski Teatr Scena STU
- 2019
  - Błękitne krewetki, Krakowski Teatr Scena STU
  - Podróże Guliwera, Narodowy Stary Teatr im. Heleny Modrzejewskiej w Krakowie
  - Burza, Akademia Sztuk Teatralnych im. Stanisława Wyspiańskiego w Krakowie
- 2020
  - Inni ludzie, Akademia Sztuk Teatralnych im. Stanisława Wyspiańskiego w Krakowie
- 2021
  - Savannah Bay, Narodowy Stary Teatr im. Heleny Modrzejewskiej w Krakowie
  - Halka, Narodowy Stary Teatr im. Heleny Modrzejewskiej w Krakowie
  - Trąbka do słuchania, Narodowy Stary Teatr im. Heleny Modrzejewskiej w Krakowie
  - Trzy siostry, Narodowy Stary Teatr im. Heleny Modrzejewskiej w Krakowie
- 2022 
  - Wymazywanie, Narodowy Stary Teatr im. Heleny Modrzejewskiej w Krakowie
  - Art of Living, Narodowy Stary Teatr im. Heleny Modrzejewskiej w Krakowie
- 2023
  - Opera za trzy grosze, Narodowy Stary Teatr im. Heleny Modrzejewskiej w Krakowie
  - Joga, Narodowy Stary Teatr im. Heleny Modrzejewskiej w Krakowie
  - Genialna przyjaciółka, Narodowy Stary Teatr im. Heleny Modrzejewskiej w Krakowie
- 2024
  - Schron przeciwczasowy, Narodowy Stary Teatr im. Heleny Modrzejewskiej w Krakowie
  - Nieustraszona miłość Eve Adams, Narodowy Stary Teatr im. Heleny Modrzejewskiej w Krakowie